# Eriotheca candolleana
Eriotheca candolleana é uma espécie de árvore endêmica do Brasil conhecida pelos nomes populares: embiruçu, catuaba e catuaba-branca. É uma das plantas à qual se atribui o nome Catuaba, sendo também conhecida como catuaba-branca.

## Morfologia
A E. candolleana atinge cerca de dezoito metros de altura. Seu tronco é liso e atinge cerca de 45 centímetros de diâmetro. Possui folhas compostas, digitadas, com média de seis folíolos , que atingem cerca de sete centímetros de comprimento, são glabros na face superior e pubescente e ferrugíneos na face inferior; o indumento do folíolo é lepidoto. Possui flores com mais de cinco centímetros de comprimento, com botão floral elíptico; cálices campanulados, com margem flocada, com indumento flocoso, ferrugíneo; possui nectários no receptáculo; pétalas obovadas, não enroladas; tubos estaminais cilíndricos, com até 1,5 centímetros de comprimento; possui tubo estaminal constrito; possui de 45 a 170 estames. Fruto com fibra sedosa parda e abundante.

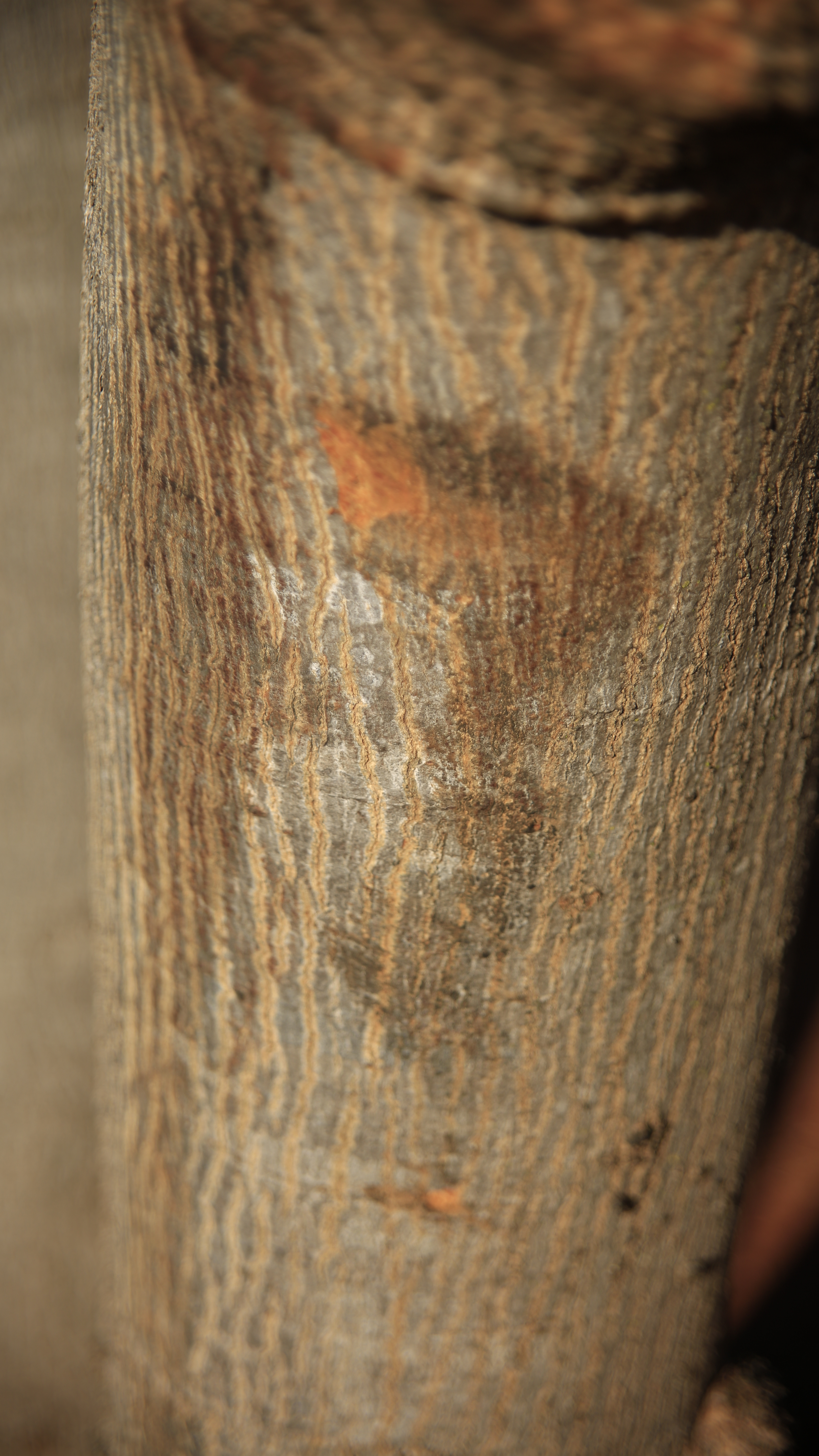
Tronco de E. candolleana.
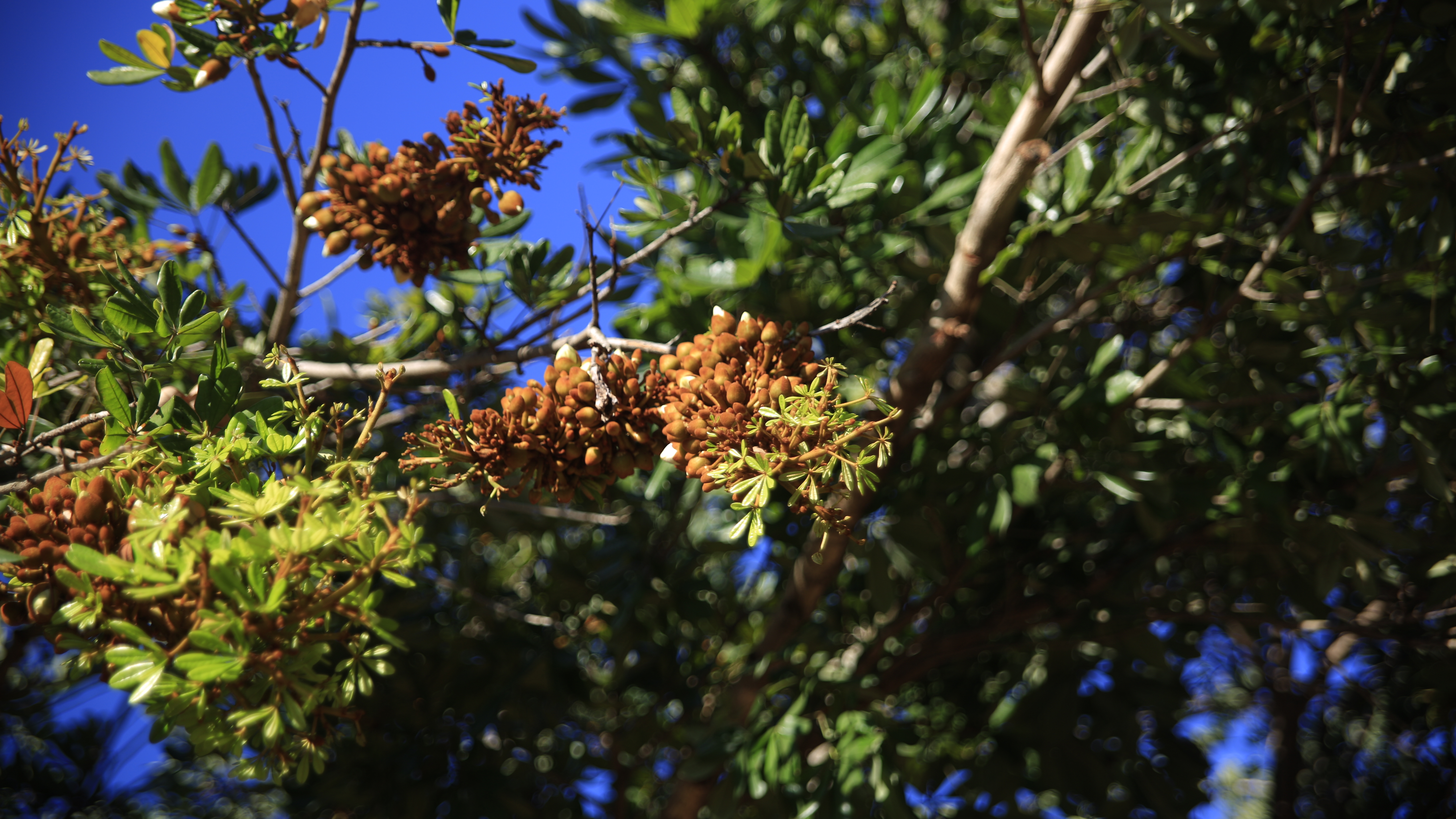
Botões das flores de E. candolleana.
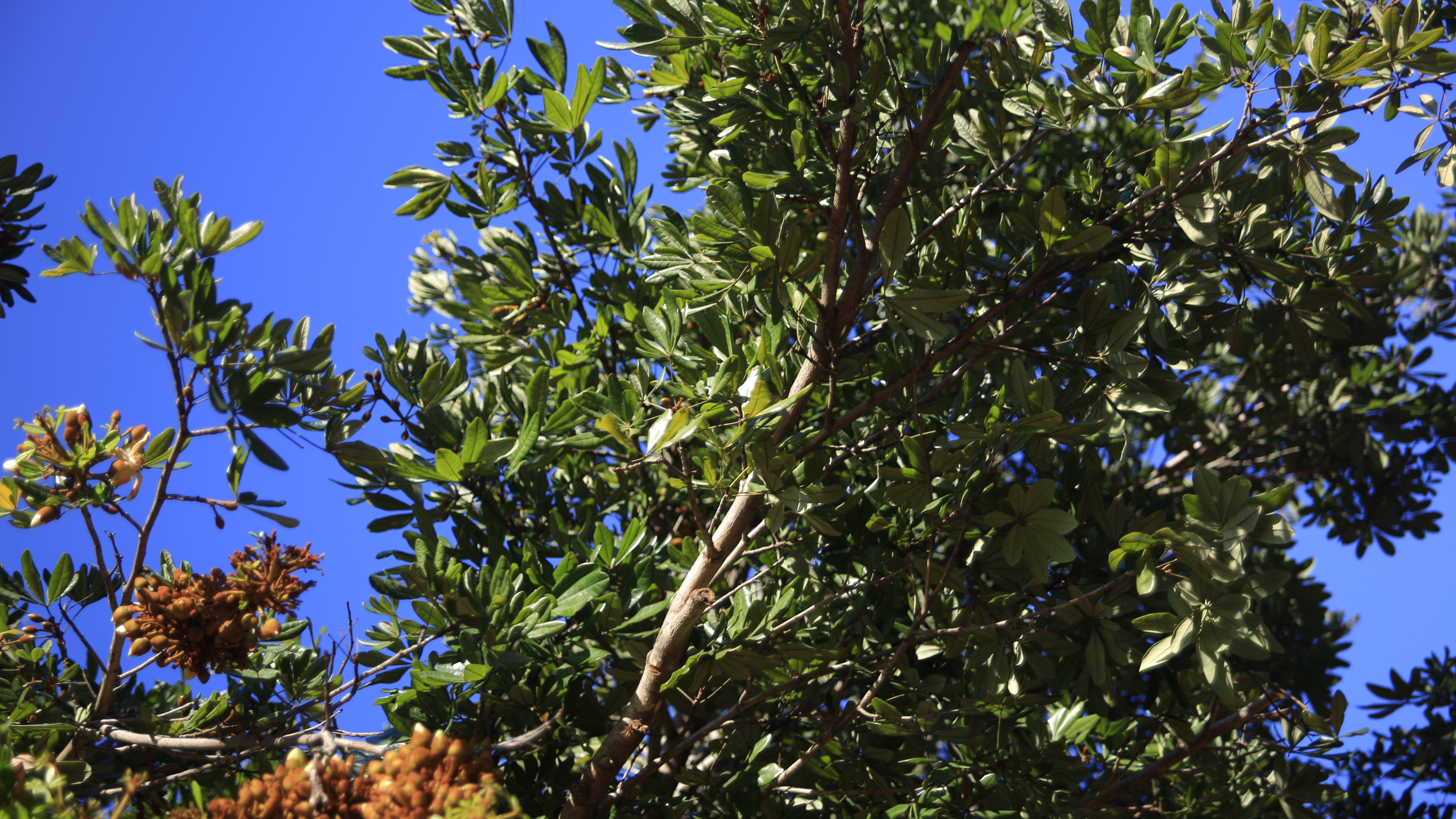
Folhas digitadas mostrando face inferior dos folíolos de E. candolleana no lado direito da imagem e face superior dos folíolos.

## Distribuição natural
Ela é encontrada nas regiões: Sudeste em todos os estados, na Centro-Oeste exceto no Mato Grosso e na Norte na Bahia, nos biomas: Cerrado e Mata Atlântica, nas vegetações do tipo Cerrado (lato sensu) e Floresta Estacional Semidecidual.

## Ecologia
É uma árvore heliófita, com distribuição ampla e frequência baixa.

### Fenologia
É uma árvore de folhas perenes, produz poucas sementes por ano, floresce perto de outubro até o início de novembro.

## Madeira
Madeira de baixa durabilidade natural, de densidade considerada baixa (430 kg/m³), grã direita e macia.